# Front Mission 4
Front Mission 4 est un Tactical RPG développé et édité par Square Enix. Sorti en 2003 sur PlayStation 2 au Japon et en 2004 aux États-Unis. Tout comme son prédécesseur Front Mission 3, Front Mission 4 est le premier de la série des Front Mission à sortir sur Playstation 2.

## Histoire
Prenant place en 2096, l'histoire de Front Mission 4 a lieu en Allemagne et en Amérique du Sud 6 ans après le second conflit de Huffman (et 16 ans avant Front Mission 3). Le jeu tisse l'histoire des deux personnages principaux, Elsa et Darril.
Le jeu débute en Europe avec l'histoire d'Elsa. Autrefois un pilote de Wanzer pour l'armée française, Elsa rejoint le Durandal (the UK-based EC Armor Tactics Research Corps, Durandal), une organisation de l'EC qui examine et effectue des recherches sur les Wanzers.

Peu après l'adhésion d'Elsa dans cette organisation, une force inconnue de Wanzers attaque une base Allemande de l'EC. Durandal est alors envoyé en Allemagne pour étudier cette attaque mystérieuse, où ils découvriront un énorme complot.
L'histoire d'Elsa s'interrompt pour laisser place à l'histoire de Darril en Amérique du Sud. Le gouverneur vénézuélien de l'UCS (devenu l'USN dans Front Mission 3) a soudainement déclaré son indépendance enver l'UCS et déploya ainsi des troupes pour bloquer le pays.
 
Des soldats de l'UCS sont envoyées pour réprimer les forces vénézuéliennes. Darril et son unité sont parmi ceux déployés, mais ils ne portent aucun intérêt pour la guerre. L'histoire de Darril commence quand lui et son unité sont témoins d'un accident d'avion dans les jungles du Venezuela. Ce qu'ils trouveront à l'intérieur de la cargaison de l'avion décidera de leur destin...

## Les personnages

### Elsa Eliane
- Âge : 22
- Nationalité : EC-France
- Occupation : Pilote de Wanzer pour Durandal
- Wanzer : Zenith
- Spécialités : Arme à projectile (commence avec une Machinegun et un Shotgun)

Autrefois pilote de Wanzer pour l'armée française, Elsa a été récemment transféré aux EC Armored Tactics Research Corps, également connus sous le nom de Durandal. Honnête et optimiste, Elsa a une excellente compréhension pour les techniques de combat de Wanzer, malheureusement, elle a du mal à comprendre la structure mécanique qui se cache derrière ces machines de combat géantes. Bien que jeune, elle a un sens fort de la justice.

### Darril Traubel
- Âge : 32
- Nationalité : UCS-États-Unis
- Occupation : Pilote de Wanzer pour l'armée de l'UCS
- Wanzer : Blizzaial
- Spécialités : Mélée (commence avec un Shotgun et un knuckle)

Darril est un sergent de la 332e compagnie de l'armée de l'UCS. Darril a suivis son propre chemin dans les rangs militaires pour devenir un jeune officier prometteur. Cependant, son sens fort de la justice - combinée avec un malheureux embrouillement avec un commandant - eu comme conséquence sa dégradation. Depuis la perte de son rang, Darril est devenu cynique et c'est désintéressé de tous les sujets militaires. Du point de vue extérieur, Darril semble allègre et insouciant, mais à l'intérieur, il est à la recherche d'une cause en quoi il pourra croire.